# Saga de Svarfdæla
La Saga de Svarfdæla es una de las sagas de los islandeses. Se trata de una obra tardía que trata sobre eventos acaecidos en el siglo X. Fue registrada por vez primera en el siglo XIV. Describe las disputas durante el establecimiento en Svarfaðardalur, un valle del norte de Islandia.

## Trama
La saga trata de la colonización de la región de Svarfaðardalur en el siglo X y las disputas entre sus protagonistas, Þorsteinn svarfaður Rauðsson y Ljótólfur Goði y conflictos en las que se vieron involucrados. Es una obra de narrativa tardía, pero conserva mucho estilo antiguo y algo extravagante como la forma conmovedora de presentar al infortunado Yngvildr, hermano de Þorleifr Rauðfeldarson. Se considera que la Saga de Valla-Ljóts es en cierta medida su continuación.